# Beschermheer van Schotland

De grote zegel aangewezen voor het gouverneurschap van het land na de dood van Alexander III.

De Beschermheer van Schotland (Engels 'Guardian of Scotland') was de facto staatshoofd van Schotland gedurende de eerste koningschap onderbreking van 1290-1292 en de tweede koningschap onderbreking 1296-1306. Gedurende de vele jaren van strubbelingen in Schotland tijdens haar lange geschiedenis, waren er vele beschermheren van Schotland en de post was constant een belangrijke functie in de verdere ontwikkelingen van de politiek in het land.

## Beschermers van Schotland (eerste periode, 1290-1292)
- William Fraser, bisschop van St Andrews
- Robert Wishart, bisschop van Glasgow
- John II Comyn, heer van Badenoch
- James Stewart 5de Steward van Schotland

In een brief (geschreven in Oudfrans) van het Schotse parlement van 1290, gevestigd in Birgham, dat het Verdrag van Salisbury goedkeurde, staan de beschermheren als volgt vermeld:  "...Guillaume de Seint Andreu et Robert de Glasgu evesques, Johan Comyn et James Seneschal de Escoce, gardeins du reaume de Escoce..."

## Beschermers van Schotland (tweede periode, 1296-1306)
- Sir Andrew Moray
- Sir William Wallace (1297-1298)
- Robert de Bruce, graaf van Carrick (1298-1300)
- John III Comyn (1298-1300, 1302-1304)
- William Lamberton, bisschop van St Andrews
- Sir Ingram de Umfraville (1300-1301)
- John de Soules (1301-1304)
- John van Brittany, graaf van Richmond (1305-1307)

## Beschermers tijdens de jeugd en regering van David II
- Thomas Randolph, graaf van Moray (1329-1332)
- Donald II, graaf van Mar (1332, voor 10 dagen)
- Andrew Moray van Bothwell (1332-1333) tot zijn gevangenschap door de Engelsen.
- Archibald Douglas (1333, voor 3 maanden)
- Andrew Moray van Bothwell (1335-1338) opnieuw
- Robert de Steward, neef (ouder in jaren) in verschil met David II de toekomstige koning van Schotland. Robert was beschermheer in vier periodes, soms gezamenlijk en later twee keer gedurende het elfjarige gevangenschap in Engeland, na de Slag bij Neville's Cross (1345-1357).